# 駐汶萊外交機構列表

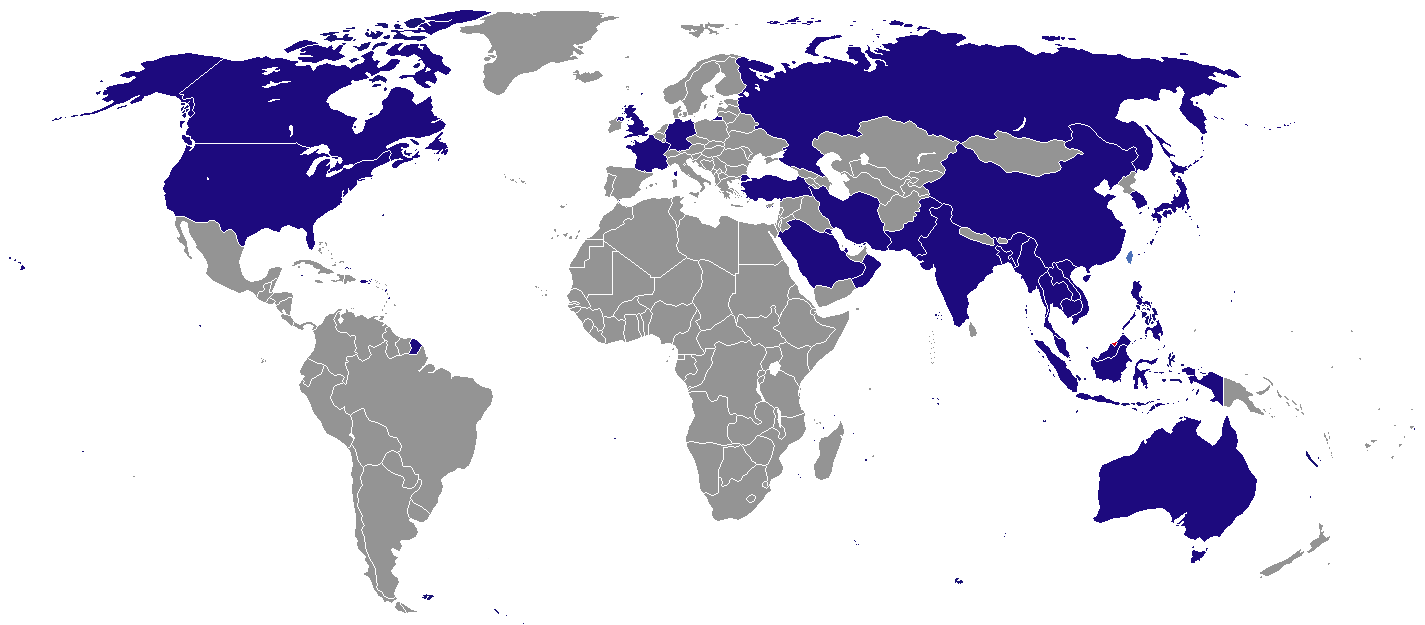
在文莱设有使馆的国家地图

本列表为驻文莱外交机构列表。目前，文莱首都斯里巴加湾市共设有29个大使馆，其他国家在北京、雅加达等地的大使馆兼驻文莱外交代表机构。

## 大使馆/高级专员公署
斯里巴加湾市
| - 柬埔寨 - 加拿大 - 中华人民共和国 - 东帝汶 - 法國 - 德国 - 印度 - 印度尼西亞 - 伊朗 - 日本 - 科威特 | - 马来西亚 - 緬甸 - 阿曼 - 巴基斯坦 - 菲律賓 - 俄羅斯 - 沙烏地阿拉伯 - 新加坡 - 泰國 - 土耳其 - 英国 - 美国 - 越南 |

## 代表處
- 中華民國 (駐汶萊臺北經濟文化辦事處)

## 非常驻大使馆/高级专员公署
位于中华人民共和国北京市的大使馆兼辖
| - 白俄羅斯 - 赤道几内亚 - 黎巴嫩 - 賴索托 - 利比里亚 | - 摩尔多瓦 - 纳米比亚 - 塞舌尔 - 千里達及托巴哥 |

位于印度尼西亚雅加达的大使馆兼辖
| - 阿尔及利亚 - 亞美尼亞 - 捷克 - 欧盟 | - 希腊 - 约旦 - 毛里塔尼亚 - 莫桑比克 - 葡萄牙 | - 塞爾維亞 - 斯洛伐克 - 突尼西亞 - 阿联酋 - 葉門 |

位于新加坡的大使馆兼辖
| - 比利时 - 丹麦 - 匈牙利 - 爱尔兰 - 義大利 | - 馬爾地夫 - 墨西哥 - 荷蘭 - 秘魯 - 斯里蘭卡 | - 瑞典 - 瑞士 - 乌克兰 |

位于日本东京的大使馆兼辖
| - 巴林 - 布吉納法索 - 冰島 - 马拉维 | - 尼加拉瓜 - 巴拉圭 - 乌干达 - 尚比亞 |

位于马来西亚吉隆坡的大使馆兼辖
| - 阿富汗 - 阿尔巴尼亚 - 安哥拉 - 阿根廷 - 奥地利 | - 巴西 - 保加利亚 - 智利 - 哥伦比亚 - 古巴 - 埃及 | - 芬兰 - 斐济 - 几内亚 - 聖座 - 伊拉克 | - 利比亞 - 模里西斯 - 摩洛哥 - 尼泊尔 - 新西兰 - 奈及利亞 | - 挪威 - 巴勒斯坦 - 波蘭 - 羅馬尼亞 - 南非 - 西班牙 | - 苏丹 - 叙利亚 - 坦桑尼亚 - 乌拉圭 - 委內瑞拉 | - 辛巴威 |

位于其他地方的大使馆/高级专员公署兼辖
| - 不丹（新德里） - （利雅德） - 賽普勒斯（新德里） - 衣索比亞（首爾） - （纽约） - 马绍尔群岛（馬久羅） - 蒙古国（永珍） | - 尼日尔（利雅德） - 巴拿马（马尼拉） - （马尼拉） - 撒拉威阿拉伯民主共和國（帝力） - 塞内加尔（達喀爾） - （德黑兰） |